# Leiosporoceros
Leiosporoceros je biljni rod Antocerota (Anthocerotophyta) koji s jednom jedinom vrstom, L. dussii,  čini samostalnu porodicu, red i razred. Vrsta je raširena u Meksiku, Panami, Jamajki, Zavjetrinskim i Privjetrinskim otocima, Kolumbiji i Ekvadoru.

## Vanjske poveznioce
- Genome-wide organellar analyses from the hornwort Leiosporoceros dussii show low frequency of RNA editing